# Dienerinnen vom Heiligen Blut
Die Dienerinnen vom Heiligen Blut (lateinisch Ancillae Sanctissimi Sanguinis) sind ein römisch-katholischer Frauenorden. Der Orden wurde 2009 in Österreich gegründet und die Schwestern tragen das Ordenskürzel SAS. Derzeitige (Stand 18. Juli 2024) Generaloberin ist Sr. M. Xaveria Zajączkowska SAS.

## Geschichte der Geistlichen Familie vom Heiligen Blut

### Vorgeschichte
Ein Mitglied der Adelsfamilie Savelli war bei der Kreuzigung Jesus dabei und einige tropfen Blut gingen auf sein Gewand. Diese Blutreliquie brachte er mit nach Hause. Bis 1708 blieb diese Reliquie in Familienbesitz, bis sie den Kanonikern von der Basilika San Nicola in Carcere in Rom. Anlässlich des 100-jährigen-Jubiläums gründete der Kanoniker Francesco Albertini am 8. Dezember 1808 die Bruderschaft vom Kostbaren Blut. Er wurde dabei unterstützt von seinem geistlichen Sohn Kaspar del Bufalo. Papst Pius VII. erhob diese Bruderschaft 1814 zur Erzbruderschaft. 1815 gang aus dieser Bruderschaft die Kongregation der Missionare vom Kostbaren Blut hervor.
P. Winfried Wermter trat 1961 in die Kongregation an. Nach seiner missionarischen Tätigkeit in Österreich und Liechtenstein wurde er zum Vizegeneral seiner Kongregation in Rom. Nach seiner Amtszeit ging er in den 80er Jahren nach Polen für missionarische Tätigkeiten. Mit den Anbeterinnen des Blutes Christi, Ordensschwestern, wurde am 21. Oktober 1983 in Tschenstochau das erste Missionshaus „St. Kaspar“ geweiht. Im Jahr 1987 wurde ein neuer Schwesternzeug gegründet, die Missionarinnen vom Kostbaren Blut.

### Heutige Gemeinschaften der Geistlichen Familie vom Heiligen Blut
P. Winfried im Jahr 2006 die Gemeinschaft der „Brüder vom Heiligen Blut“, welche durch den Bischof von Regensburg, Gerhard Ludwig Müller, kanonisch errichtet wurde. Die Gemeinschaft wurde von P. Winfried M. Wermter gegründet und am 26. August 2009 durch den Bischof von Feldkirch, Elmar Fischer, kanonisch errichtet. Sie bildet mit der Bruderschaft vom Heiligen Blut einen Freundeskreis, die Geistliche Familie vom Heiligen Blut.

## Charisma und Spiritualität
Die Spiritualität des Blutes Christi bedeutet, dass sie das Blut Christi verehren. Besonders bei der marianischen Dimension steht die Nachahmung der Taten Mariens im Bezug auf den Dienst an der Kirche. Dabei weihen sich die Schwestern an das unbefleckte Herz Mariens. Unter Geistliche Mutterschaft verstehen sie die Nachfolge von Maria und den ersten Frauen, die dem Evangelium gedient haben, verpflichten sie sich dem Volk Gottes zu helfen. Durch den marianisch-mütterlichen Dienst wollen sie die väterliche Berufung der Priester und der gottgeweihten Brüder zu ergänzen, für die Bemühung der Ausbreitung des Evangeliums. Die Schwerpunkte des Apostolates sind die Verbreitung der Spiritualität des Blutes Christi, marianisch-mütterliche Präsenz und der Dienst in den pastoralen Aufgaben der Gemeinden und die christliche Bildung.

## Niederlassungen

### In Deutschland
- Aufhausen (Mutterhaus)
- Flensburg
- Neuzelle, sie unterstützen die Mönche des Klosters Maria Friedenshort

### In Österreich
- Hittisau
- Grub (bei Heiligenkreuz)

### In Polen
- Częstochowa (Tschenstochau)
- Kalej k. Częstochowy
- Zgorzelec
- Legnica

### In Italien
- Manoppello[6]